# Европейский виртуальный музей
Европейский виртуальный музей — интернет-сайт, организованный при поддержке Европейского союза. На сайте представлен доисторический период Европы в виде фотографий экспонатов из крупнейших европейских музеев, исследуются доисторические пути Европы.
Сайт музея представлен на 4 языках: английском, итальянском, румынском и болгарском.